# Klaus Kühn (Biochemiker)
Klaus Kühn (* 1. Mai 1927 in Breslau; † 8. April 2022) war ein deutscher Biochemiker und Wissenschaftler in der Erforschung der Bindegewebe-Proteine.

## Leben
- 1948 bis 1955 Studium der Chemie an der Ludwig-Maximilians-Universität München mit Promotion zum Dr. rer. nat.
- Forschungstätigkeit in Darmstadt
- Forschungstätigkeit in Heidelberg
- ab 1966 wissenschaftliches Mitglied der Max-Planck-Gesellschaft
- 1966 bis 1973 Direktor des Max-Planck-Instituts für Eiweiß- und Lederforschung in München
- ab 1973 Direktor der Abteilung für Bindegewebsforschung am Max-Planck-Institut für Biochemie in Martinsried bei München
- 1977–1980 Geschäftsführender Direktor des Max-Planck-Instituts für Biochemie
- 1987 bis 1990 Vorsitzender der biologisch-medizinischen Sektion der Max-Planck-Gesellschaft

## Werk
Sein Arbeitsgebiet war die Bindegewebsforschung auf molekularer Basis, als deren Begründer er in Deutschland angesehen wird. Insbesondere erforschte er Struktur, Biochemie und Immunchemie des Kollagens, sowie damit zusammenhängende Bindegewebserkrankungen (Kollagenosen).
Er trug entscheidend zur elektronenmikroskopischen Aufklärung der Kollagenfibrillenstruktur bei.
Ein wesentliches Ergebnis der von ihm geleiteten Forschungsarbeit am Max-Planck-Institut (ab 1966) war die vollständige Aufklärung der Primärstruktur von Typ-I-Kollagen. Die war ein Meilenstein in der weltweiten Proteinsequenzierung, zumal das Problem zu lösen war, dass das Kollagenmolekül des Typs I aus drei Polypeptidketten zweier außerordentlich ähnlicher Isomere besteht, von denen jedes etwa 1000 Aminosäuren beinhaltet. Die Strukturaufklärung erfolgte sowohl am humanen wie am bovinen Molekül (Professor Pehr Edman, der die Methode der Proteinsequenzierung entwickelt hatte, wechselte 1972 an dasselbe Institut).
Die von Professor Klaus Kühn geleitete Abteilung für Bindegewebsforschung am Max-Planck-Institut war das deutsche Referenzzentrum für Fragen der extrazellulären Matrix, mit den Schwerpunkten Kollagen- und Basalmembranstruktur.
Die Aufklärung der höheren Strukturen von Typ-IV- und Typ-VI-Kollagen und die Entdeckung des Laminins waren weitere Erfolge der Arbeitsgruppe.
Die molekularbiologischen Erkenntnisse aus Kollagen- und Bindegewebsforschung fanden Anwendung in der Chirurgie, Orthopädie, Pathologie, Dermatologie und Humangenetik.

## Auszeichnungen
- Aschoff-Medaille der Medizinischen Gesellschaft in Freiburg
- Fogharthy Scholarship der National Institutes of Health (NIH) in Bethesda, USA
- Ehrendoktorwürde der Universität Oulu, Finnland
- 24. Juli 1999 Ehrendoktorwürde der Medizinischen Fakultät der Friedrich-Alexander-Universität Erlangen-Nürnberg

## Schriften
Über 260 Originalpublikationen, Bücher und Buchkapitel:
- Kühn, K. (1974): Struktur und Biochemie des Kollagens. In: Chemie in unserer Zeit, Band 8 (4), 1974, S. 97–103, doi:10.1002/ciuz.19740080402